# Sebastian Ayernschmalz
Sebastian Ayernschmalz (* 1987 in Heidenheim an der Brenz) ist der Bundestrainer der deutschen American-Football-Frauen-Nationalmannschaft und  ehemaliger American-Football-Spieler.
Neben seiner Tätigkeit als Trainer ist Ayernschmalz auch im Bereich der  Sportpsychologie (als Heilpraktiker für Psychotherapie und sportpsychologischer Experte), sowie als selbstständiger Autor aktiv.

## Sportlicher Werdegang
Sebastian Ayernschmalz begann seine Karriere im American Football als Jugendlicher auf der Position des Runningback bei den Ostalb Highlanders. Im Laufe seiner Karriere spielte er darüber hinaus Offensive Line und Linebacker. Dabei war er für mehrere Teams (unter anderem für die Munich Cowboys und Schwäbisch Hall Unicorns) als Spieler aktiv.
Nach dem Ende seiner aktiven Spielerkarriere schlug Ayernschmalz die Trainerlaufbahn ein. Im Dezember 2023 wurde er Headcoach der Frauen-Nationalmannschaft Deutschlands,  wo er für die strategische Planung und die Vorbereitung der Mannschaft auf internationale Wettbewerbe verantwortlich ist. Außerdem ist er Vorsitzender der German American Football Coaches Association.

## Veröffentlichungen
- Entfessel deinen inneren Elefanten: Abnehmen mit der inneren Kraft. Twentysix, 2021, ISBN 978-3-7407-8062-3
- mit Martin Hoffmann: Entfessel deinen inneren Elefanten: Abnehmen mit der inneren Kraft – das Ausfüllbuch. Twentysix, 2021, ISBN 978-3-7407-8233-7
- Practice Workbook for American Football, BoD – Books on Demand, 2024, ISBN 978-3759788320